# Schneestock
Lo Schneestock (3.608 m s.l.m.) è una montagna delle Alpi Urane (nelle Alpi Bernesi in senso ampio).

## Descrizione
Si trova in Svizzera tra il Canton Vallese ed il Canton Uri. La montagna è collocata appena a nord del Dammastock ed appena a sud dell'Eggstock.